# Ashikaga Yoshiteru
Ashikaga Yoshiteru (足利 義輝, Ashikaga Yoshiteru, 31 mars 1536 - 17 juin 1565) est le treizième des shoguns Ashikaga à la fin de l'époque de Muromachi de l'histoire du Japon. Yoshiteru est le fils aîné du douzième shogun, Yoshiharu Ashikaga et règne de 1546 à 1565. Son jeune frère Yoshiaki est le quinzième et dernier shogun Ashikaga.

## Biographie

### Arrivée au pouvoir
Après que son père est forcé de se retirer en 1546 après une lutte politique contre Hosokawa Harumoto, Yoshiteru devient Seii Taishogun, même s'il est comme son père manipulé par ceux qui l'ont mis au pouvoir. Yoshiteru n'a alors que 11 ans et sa cérémonie de couronnement a lieu à Sakamoto, dans la province d'Omi, hors de Kyōto. Lors de son règne, il sera plusieurs fois forcé de fuir Kyōto et revenir se cacher dans la province d'Omi.

### Un shogun manipulé
À peine Yoshiteru a-t-il été couronné que son père Yoshiharu fait une trêve avec Harumoto pour retourner à Kyōto. 
Cependant, Miyoshi Nagayoshi, vassal de Harumoto se sépare de lui pour prendre le parti de Hosokawa Ujitsuna et les deux Hosokawa commencent une guerre qui conduit Yoshiteru, son père Yoshiharu, mais aussi Harumoto, hors de Kyōto. En 1550, Yoshiharu,dans l'impossibilité de retourner à Kyōto, meurt à Omi.
En 1550, Yoshiteru fait la paix avec Nagaharu pour retourner à Kyōto. Cependant, l'année suivante, Yoshiteru et Harumoto commencent une guerre contre Nagayoshi pour faire disparaître son influence. Avec l'aide de Rokkaku Yoshikata, la guerre commence bien pour Yoshiteru, mais il doit à nouveau fuir Kyōto en 1558 après une contre-attaque de Nagayoshi. Celui-ci ne presse pas sa victoire pour venir à bout de Yoshiteru, car il craint d'être accusé d'avoir tué un shogun, aussi il signe un traité qui permet à Yoshiteru de revenir à Kyōto, gardé sous son influence. Nagayoshi devient un conseiller de Yoshiteru, ce qui fait que celui-ci n'est guère plus qu'une apparence cachant Nagayoshi.

### Gouvernement
Entouré de daimyos qui ont pour unique but d'utiliser l'autorité du titre de shogun à leur propre avantage, Yoshiteru s'arrange cependant pour réaffirmer son autorité par des diplomaties actives qui touchent l'ensemble du Japon. En essayant d'arranger la paix Shingen Takeda et Kenshin Uesugi, Takahisa Shimazu et Yoshihige Otomo, Mōri Motonari et Amago Haruhisa, l'autorité du shogun redevient reconnue par divers daimyos. Bien que manquant de ressources, Yoshiteru voit l'occasion de donner son kanji « 輝 » à divers samouraïs comme Terumoto Mori pour devenir une sorte de "parrain". Yoshiteru est respecté pour ses actions et beaucoup le considèrent comme le dernier shogun digne de ce nom. Nobunaga Oda et Kenshin Uesugi sont parmi les nombreux daimyos et samouraïs qui voyagent à Kyōto pour gagner le respect du shogun.

### Fin du règne
En 1564, celui qui depuis des années était à la fois un soutien et un oppresseur, Nagayoshi, meurt de maladie, et Yoshiteru voit là l'occasion de rétablir totalement l'autorité du shogun. Cependant, Hisahide Matsunaga et les trois membres du conseil de Miyoshi, qui ont autant soif de pouvoir qu'en avait Nagayoshi, font tout ce qui leur est possible pour se débarrasser de Yoshiteru et le remplacer par leur marionnette Yoshihide Ashikaga.
En 1565, Hisahide, les trois Miyoshi et Miyoshi Yoshigutsu assiègent l'ensemble de bâtiments qui allaient plus tard devenir le château de Nijo où vit Yoshiteru. Yoshiteru aime le kenjutsu et a reçu l'enseignement de Nobutsuna Kamiizumi et Tsukahara Bokuden dans l'art et les talents de l'utilisation du katana. Il possède au château plus d'une douzaine de katanas qui lui ont été donnés par divers daimyos, et on dit que Yoshiteru a lui-même tué un grand nombre d'ennemis avec son propre katana, une pièce inestimable qui finit par se briser. Cependant, sans aide venant des daimyos qui l'avaient auparavant soutenu, Yoshiteru et ses quelques troupes sont débordées par Miyoshi. On pense que sa mère meurt également ce jour-là. Deux katana de très grande facture sont plus particulièrement associés à Yoshiteru : Kokuho Daihannya Nagamitsu et Mikazuki Munechika, tous deux trésors nationaux. C'est avec cette dernière lame que Yoshiteru aurait combattu sa dernière bataille, et il fut ensuite pillé par Miyoshi Masayasu, avant de tomber entre les mains de Kōdai-in (Nene (aristocrate)) qui avait à cette époque rejoint le clan Tokugawa, avant de devenir l'une des pièces centrales du Musée National de Tokyo. Une autre version de l'anecdote dit que Yoshiteru ne portait pas son armure lors de l'attaque des soldats Miyoshi et Matsunaga, en revanche, plusieurs lames fameuses étaient plantées dans le sol autour du Shogun, qui défendant cette position, abandonnant de temps à autre un katana coincé dans une gorge ou dans un os et se saisissant aussitôt d'une autre pièce de sa collection. Ayant pourfendu une vingtaine d'ennemis, Shogun Yoshiteru fut gravement blessé par des lances (ce qui n'aurait pas eu lieu s'il avait eu le temps d'enfiler son armure), et il mourut d'hémorragie. 
Trois ans passent avant que son cousin Yoshihide Ashikaga devienne le quatorzième shogun.

## Postérité de Yoshiteru
Grâce à sa force intérieure et son talent au katana, qu'il pratiquait régulièrement, Yoshiteru est appelé le Kengo Shogun (剣豪将軍, littéralement le « shogun maître escrimeur »), et était un shogun samouraï et seigneur de guerre comme l'avait été son ancêtre Takauji Ashikaga. Sa méthode de gouvernement était très fortement créditée, mais son assassinat a complètement détruit toute la reconnaissance et l'autorité que Yoshiteru construisit.
Le waka que Yoshiteru a écrit juste avant sa mort montre à quel point il avait rêvé et à quel point ses accomplissements ont été court-circuités.
五月雨は　露か涙か　不如帰
我が名をあげよ　雲の上まで
Samidare ha Tsuyu ka Namida ka Hototogisu
Wagana wo ageyo Kumo no Ue made
Traduction:
La pluie tombe, mais sont-ce mes larmes ou la brume qui m'entoure?
Hototogisu (un nom d'oiseau, le kanji peut se lire «ne jamais revenir») prends mon nom et monte au-dessus des nuages
- Notices d'autorité :   - VIAF
  - ISNI
  - IdRef
  - LCCN
  - GND
  - WorldCat